# セオドア・ブリュースター・テイラー
セオドア・ブリュースター・テイラー（英：Theodore Brewster Taylor、1925年7月11日 - 2004年10月28日）は、メキシコ出身で、後にアメリカ合衆国で活躍した核兵器研究者である。核兵器の開発において数多くの業績を残した。

## 経歴
子供のころから爆発物に特別な関心を持ち、7歳のころから実験を繰り返していた。母親にニトログリセリンだけは絶対に作らないようにと言われていたため、それ以外の爆薬の研究に熱中していたという。彼自身が後に7歳のころから爆薬に魅せられていたと語っている。
海軍で軍務に就いていた時に広島に原爆が投下されたのをきっかけに、核兵器に取り憑かれたいう。熱心なキリスト教徒の母親が彼に核兵器の仕事だけはしないように言ったにもかかわらず、彼は妻と子供を連れてロスアラモス国立研究所へ向かい、核兵器開発の仕事に就いた。
ロスアラモス国立研究所で出力500キロトンを誇る世界最大の核分裂兵器であるSuper Oralloy Bombの開発に携わる。
1952年にはネバダの核実験で、核爆発の熱で煙草に火をつけるという実験をおこなった。この時の煙草はすぐに火を消して大切に保管していたという。
その後は小型核兵器の開発を主導するようになり、デイビー・クロケット (戦術核兵器)を開発した。彼はさらに世界最小の核兵器の一つであるW48を開発した。また、オリオン計画で核パルス推進のための小型核爆弾の開発にも携わった。

## 略歴
- 1925年 メキシコシティで会衆派教会宣教師の娘とキリスト教青年会の理事の息子の間に生まれ、メキシコシティの南にあるモレロスで幼児期を過ごした。
- 1943年から1946年までアメリカ海軍で軍務に就いた。
- 1954年にコーネル大学博士課程に身を置くが、博士号は取得できなかった。
- 1965年にアーネスト・ローレンス賞を受賞。
- 1948年から1956年までロスアラモス国立研究所で働いた。
- 2004年に冠状動脈疾患で死去する。

## 関連資料
- John McPhee, The Curve of Binding Energy, Ballantine, 1973, 1974. ISBN 0-345-28000-8, This book about proliferation is largely an account of Taylor's ideas, including his idea that it is "easy" for rogue actors to produce nuclear bombs.
- George Dyson, オリオン計画: The True Story of the Atomic Spaceship, Henry Holt and Company, 2002. ISBN 0-8050-5985-7
- en:Mason Willrich, Ted Taylor, Nuclear Theft: Risks and Safeguards: A Report to the Energy Policy Project of the Ford Foundation, Ballinger, 1974, ISBN 0-88410-208-4
- Taylor, Theodore B., en:Humpstone, Charles C., The Restoration of the Earth, Harper and Row, 1973
- Nuclear Power and Nuclear Weapons, an anti-proliferation essay by Taylor (1996)